# 齐成喜
齐成喜（1963年10月—），男，吉林农安人，中华人民共和国官员，中国国民党革命委员会党员，现任天津市政协副主席，第十三届全国政协常务委员。
2017年6月，齐成喜当选中国国民党革命委员会天津市委员会第十二届委员会主任委员。